# Casandria fosteri
Casandria fosteri là một loài bướm đêm trong họ Noctuidae.